# Lynn Shelton

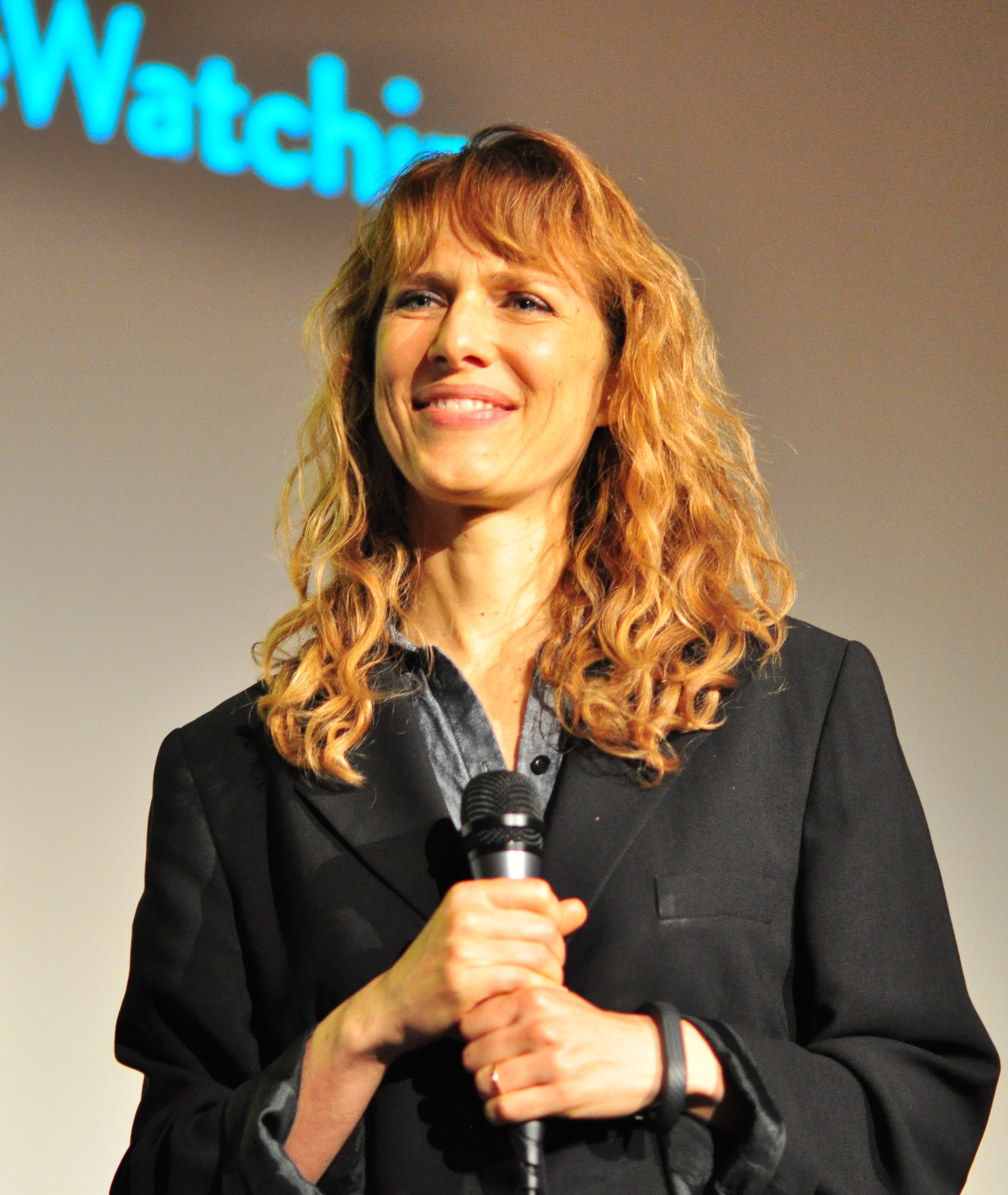
Lynn Shelton beim Seattle International Film Festival 2015

Lynn Shelton (* 27. August 1965 in Oberlin, Ohio; † 16. Mai 2020 in Los Angeles, Kalifornien) war eine US-amerikanische Film- und Fernsehregisseurin, Drehbuchautorin, Filmeditorin, Filmproduzentin und Schauspielerin.

## Leben
Lynn Shelton wurde 1965 in Ohio als eines von vier Kindern von Wendy und David „Mac“ Shelton geboren und wuchs in Seattle auf. 1989 zog sie nach New York City zu ihrem Freund, dem damaligen MTV-Moderator Kevin Seal. Ihr Studium an der School of Visual Arts im Studiengang Photo, Video and Related Media schloss sie 1995 mit einem Master of Fine Arts ab. In den späten 1990er-Jahren zog Shelton zusammen mit Seal wieder nach Seattle zurück, wo kurz darauf ihr Sohn geboren wurde.
In Seattle war Shelton zunächst vor allem als Filmeditorin aktiv. Im Jahr 2003 besuchte sie bei einem Filmforum eine Vorführung des französischen Films Vendredi soir in Anwesenheit der Regisseurin Claire Denis. Denis berichtete von ihren Erfahrungen mit ihrem ersten Film Chocolat – Verbotene Sehnsucht, was Shelton in ihrer Entscheidung bestärkte, eine Karriere als Filmregisseurin einzuschlagen.
Im Jahr 2006 gab sie ihr Regiedebüt mit dem Filmdrama We Go Way Back, für das sie auch das Drehbuch verfasst hatte. 2008 entstanden die Komödien What the Funny und My Effortless Brilliance. Mit dem Comedy-Drama Humpday, das beim Sundance Film Festival 2009 mit dem Special Jury Prize for Spirit of Independence ausgezeichnet wurde und auch bei den Internationalen Filmfestspielen von Cannes 2009 in der Nebenreihe Quinzaine des réalisateurs zu sehen war, wurde sie einem größeren Publikum bekannt.
Danach übernahm Shelton die Regie bei verschiedenen Fernseh-Episoden von Serien wie Mad Men, Ben and Kate, New Girl, The Mindy Project, Master of None, Fresh Off the Boat, Shameless oder Casual.
Grow Up!? – Erwachsen werd’ ich später entstand nach einem Drehbuch von Andrea Seigel. Für Netflix drehte Shelton mehrere Episoden der Serien Love und GLOW.
Lynn Shelton lebte in Seattle. Aus ihrer Ehe mit Kevin Seal ging ein Sohn hervor. Zuletzt war sie mit dem Komiker Marc Maron liiert, mit dem sie gemeinsam an GLOW gearbeitet hatte. Sie verstarb im Alter von 54 Jahren an einer Blutkrankheit.

## Filmografie (Auswahl)
Regie
- 2006: We Go Way Back
- 2008: What the Funny
- 2008: My Effortless Brilliance
- 2009: Humpday
- 2010: Mad Men (Fernsehserie, eine Episode)
- 2011: Meine beste Freundin, ihre Schwester und ich (Your Sister’s Sister)
- 2012: Ben and Kate (Fernsehserie, eine Episode)
- 2012–2014: New Girl (Fernsehserie, fünf Episoden)
- 2013: Touchy Feely
- 2014: Grow Up!? – Erwachsen werd’ ich später (Laggies)
- 2014–2015: The Mindy Project (Fernsehserie, zwei Episoden)
- 2015: Master of None (Fernsehserie, zwei Episoden)
- 2015–2017: Fresh Off the Boat (Fernsehserie, neun Episoden)
- 2016: Shameless (Fernsehserie, eine Episode)
- 2016: Maron (Fernsehserie, zwei Episoden)
- 2016–2017: Casual (Fernsehserie, drei Episoden)
- 2017: The Good Place (Fernsehserie, eine Episode)
- 2017: Santa Clarita Diet (Fernsehserie, eine Episode)
- 2017: Outside In
- 2017: Ghosted (Fernsehserie, eine Episode)
- 2017–2018: Love (Fernsehserie, vier Episoden)
- 2017–2019: GLOW (Fernsehserie, vier Episoden)
- 2018–2019: Mr. Griffin – Kein Bock auf Schule (A.P. Bio, Fernsehserie, zwei Episoden)
- 2019: Sword of Trust
- 2020: Little Fires Everywhere (Miniserie)

Drehbuch
- 2006: We Go Way Back
- 2008: My Effortless Brilliance
- 2009: Humpday
- 2011: Meine beste Freundin, ihre Schwester und ich (Your Sister’s Sister)
- 2013: Touchy Feely
- 2017: Outside In
- 2019: Sword of Trust

Schnitt
- 2002: Outpatient
- 2004: Hedda Gabler
- 2004: Afternoon Delight (Kurzfilm)
- 2004: 8 Minutes to Love (Kurzfilm)
- 2005: Hello (Kurzfilm)
- 2006: We Go Way Back
- 2007: Diggers (Kurzfilm)
- 2008: My Effortless Brilliance
- 2009: Eros (Kurzfilm)
- 2013: Touchy Feely

Produktion
- 2008: My Effortless Brilliance
- 2009: Humpday
- 2019: Sword of Trust

Schauspiel
- 2007–2008: Young American Bodies (Fernsehserie, neun Episoden)
- 2008: Nights and Weekends
- 2008: Moving (Kurzfilm)
- 2009: Humpday
- 2009: One Shot Film (Kurzfilm)
- 2010: Your Lucky Day (Kurzfilm)
- 2011: The Off Hours
- 2011: The Catechism Cataclysm
- 2012: Journey of Love – Das wahre Abenteuer ist die Liebe (Safety Not Guaranteed)
- 2012: Junk
- 2013: Prince Avalanche (Stimme)
- 2013: Lucky Them – Auf der Suche nach Matthew Smith (Lucky Them)
- 2015: Waxie Moon in Fallen Jewel
- 2016: Maron (Fernsehserie, eine Episode)
- 2019: Sword of Trust